# Saint-Moritz (Lempicka)
Pour les articles homonymes, voir Saint-Moritz.
Saint-Moritz est un tableau réalisé par la peintre polonaise Tamara de Lempicka en 1929. Elle est conservée au musée des Beaux-Arts, à Orléans.

## Description
Cette huile sur bois est le portrait Art déco d'une femme en pull rouge et gants clairs, ses cheveux noirs coiffés à la garçonne, alors qu'elle s'appuie sur un bâton le long des pentes enneigées de Saint-Moritz, en Suisse. 

## Histoire
Ce tableau a fait partie de la collection du Raoul Kuffner de Dioszegh (hu), un des premiers mécènes de Tamara de Lempicka, elle finira par l'épouser en 1933. En 1972, il est exposé dans la Galerie du Luxembourg  ouverte en 1966 par deux marchands d'art. Il a été donné au musée des Beaux-Arts d'Orléans en 1976 et a été depuis prêté pour de nombreuses expositions temporaires,. 

## Analyse de l'œuvre
Ce tableau est peint alors que Saint-Moritz vient d'accueillir les jeux olympiques d'hiver de 1928. Le tableau reprend les codes des affiches publicitaires, non pas pour vanter les avantages de la station de ski éponyme, mais pour glorifier la « femme moderne » qui s'est affranchie de la tutelle masculine lors de la première guerre mondiale. Son autrice met ainsi en valeur les femmes émancipées de la haute société dont elle est issue et qu'elle fréquente.

## Sources et références
1. 1 2 3 4  « Oeuvre : Précisions - Saint-Moritz (76.12.1) | Musée des Beaux-Arts d'Orléans », sur webmuseo.com (consulté le 6 avril 2024)
2. ↑  (de) « Tamara's Life », sur Tamara de Lempicka (consulté le 6 avril 2024)
3. ↑  Patrick Bade, Tamara de Lempicka et œuvres d'art, Parkstone International, 19 décembre 2023 (ISBN 978-1-78160-837-1, lire en ligne)
4. ↑  « Collection Yves Plantin-Galerie du Luxembourg (partie 1) : livres-estampes-affiches | Paris Musées », sur www.parismuseescollections.paris.fr (consulté le 6 avril 2024)
5. ↑  « Le Paris de la modernité (1905-1925) », sur Connaissance des Arts, 2 janvier 2024 (consulté le 6 avril 2024)
6. ↑  « Rapport Général », sur archive.wikiwix.com (consulté le 6 avril 2024)
7. 1 2  Boels-Kugel et al. 2010, p. 222.

## Voir également